# 15,2 cm kustartilleripjäs m/51
15,2 cm kustartilleripjäs m/51 är en numera utgången svensk artilleripjäs. Bofors tillverkade totalt sex stycken pjäser, ursprungligen till Siams (nuvarande Thailand) kryssare. Tre placerades på Bungenäs på Gotland, och de tre andra vid Hemsö fästning på Härnösands kustartilleriregemente (KA 5) utanför Härnösand. Pjäserna utgick 1994 respektive 1997 i samband med nedläggning av Härnösands kustartilleriregemente (KA 5) och senare Gotlands kustartilleriregemente (KA 3).